# Mason Hollyman
Mason Hollyman (* 25. Juni 2000 in Huddersfield) ist ein ehemaliger britischer Radrennfahrer, der im Straßenradsport aktiv war.

## Sportliche Laufbahn
Nach dem Wechsel in die U23 fuhr Hollyman zunächst zwei Jahre für einen britischen Verein, bevor er zur Saison 2021 Mitglied in der Israel Premier Tech Academy wurde, dem Nachwuchsteam von Israel-Premier Tech. Seinen ersten internationalen Erfolg erzielte er mit dem Gewinn der Bergankunft auf der fünften Etappe der Portugal-Rundfahrt 2021. In der Saison 2022 folgte sein zweiter Sieg auf der ersten Etappe des Giro della Valle d’Aosta.
Zur Saison 2023 wurde Hollyman in das UCI ProTeam von Israel-Premier Tech übernommen. Als Siebter der Czech Tour und Neunter der Tour of Hainan kam er 2023 zweimal unter die Top 10 bei einer Rundfahrt. Im Jahr 2024 gewann er eine Etappe der Tour de Taiwan, darüber hinaus blieb er jedoch ohne nennenswerte Ergebnisse, so dass sein Vertrag nicht verlängert wurde.
Im Jahr 2025 wechselte Hollyman zunächst zum portugiesischen UCI Continental Team Sabgal/Anicolor. Im Juni gab er im Alter von 24 Jahren sein Karriereende bekannt. Als Grund nannte er Probleme mit Allergien, die ihn bereits seit mehreren Jahren in seiner Leistungsfähigkeit beeinträchtigten.

## Erfolge
2021
- eine Etappe Portugal-Rundfahrt

2022
- eine Etappe Giro della Valle d’Aosta

2024
- eine Etappe Tour de Taiwan